# Товариство Червоного Хреста України (1918—1923)
Товариство Червоного Хреста України (ТЧХУ) — громадська благодійна гуманітарна організація, яка є учасником міжнародного Руху Червоного Хреста і Червоного Півмісяця, була заснована 1918 року у Києві. Як самостійне товариство діяло з 1918 по 1923 рік. У 1923 році стало складовою Союзу Товариств Червоного Хреста і Червоного Півмісяця СРСР.

## Історія
18 квітня 1918 року під час Першої світової війни за ініціативи Маріїнської громади сестер милосердя Червоного Хреста, яка з 1878 року надавала благодійну медичну допомогу киянам, було проведено І з'їзд Товариства Червоного Хреста України. Маріїнська громада сестер милосердя з 1878 року створила перші на Україні курси сестер милосердя, збудувала благодійну амбулаторію, лікарню, аптеки, послугами яких користувалися бідні верстви населення. Активну участь у діяльності громади брали відомі київські професори — М. Дітеріхс, В. Підвисоцький, Т. Яновський, К. Трітшель.
Першими завданнями товариства була допомога біженцям та військовополоненим, турбота про інвалідів і дітей-сиріт, боротьба з голодом та епідеміями, організація лазаретів, госпіталів і харчувальних пунктів. Червоний Хрест мав у своєму розпорядженні два хірургічних і п'ять протиепідемічних шпиталів у Києві, польові шпиталі у Бердичеві, Сарнах, Рівному, Радзивилові, Проскурові Волочиську, Черкасах, Коростені, Жмеринці, Козятині, Ярмолинцях, два протиепідемічні шпиталі в Конотопі й Одеський евакуаційний шпиталь.
З 1918 року було створено 18 рухомих санітарних загонів, 60 пунктів харчування. Завданнями Товариства Червоного Хреста України стало боротьба з голодом, відкриття мережі протитуберкульозних санаторіїв, організація суботників та недільників чистоти, санітарна просвіта населення.
У міжвоєнний період за ініціативи активістів товариства були збудовані громадські пральні та лазні, засновані та обладнані фельдшерсько-акушерські пункти, аптеки та магазини санітарної гігієни. Незабаром при ньому створено 18 рухомих санітарних загонів, 60 пунктів харчування.
Для боротьби з епідемією висипного тифу товариство створило лікувальні пункти на тисячі місць. Під час Голодомору 1921-23 років товариство організувало сотні безкоштовних їдалень, надало селянам мільйони продовольчих пайків, одним із подвижників був Линниченко Платон Костянтинович.
На початку 20-х років силами Товариства Червоного Хреста України були створені численні протитуберкульозні та венерологічні диспансери, станції боротьби з малярією, амбулаторії, будинки для безпритульних. За рахунок коштів Товариства працювали 119 медичних, 206 профілактичних і дитячих закладів. Було відкрито 400 аптек та магазинів санітарії.
У ті роки починається міжнародна діяльність Товариства Червоного Хреста України. Його представництва відкриваються в Німеччині, Великій Британії, США, Японії, Франції. Спільно з Товариством в Україні діяла місія відомого полярника Ф. Нансена з допомоги у відбудові сільського господарства і забезпечення населення найнеобхіднішими засобами. Також у цій місії брали участь Швейцарський, Данський, Чехо-Словацький та інші Національні комітети Червоного Хреста.
1923 року голови товариств Червоного Хреста Росії, України, Білорусі, Вірменії, Грузії і Червоного Півмісяця Азербайджану підписали декларацію про об'єднання і було створено Союз товариств Червоного Хреста і Червоного Півмісяця СРСР (Радянський Червоний Хрест), який став членом міжнародної організації Червоного Хреста.